# Oblates du Sacré Cœur de Jésus
Les oblates du Sacré Cœur de Jésus  (en latin : Congregatio Sororum Oblatarum Sacratissimi Cordis Iesu) sont une congrégation religieuse féminine hospitalière de droit pontifical.

## Historique
La congrégation est fondée le 2 février 1894 sous le nom de Victimes du Sacré-Cœur par Marie Thérèse Casini (1864-1937) avec l'aide d'Arsène Pellegrini, abbé basilien de Grottaferrata.   
L'institut est reconnu comme institut religieux de droit diocésain par un décret du 1er novembre 1916 du cardinal Francesco di Paola Cassetta, évêque de Frascati. L'institut reçoit le décret de louange le 5 décembre 1947. 

## Activité et diffusion
Les oblates du Sacré-Cœur se consacrent à la garde d’enfants dans les écoles et les jardins d’enfants et au soutien des prêtres dans le besoin.
Elles sont présentes en :
- Europe : Italie.
- Amérique : Brésil, États-Unis.
- Afrique : Guinée-Bissau.
- Asie : Inde.

La maison-mère est à Grottaferrata.
En 2017, la congrégation comptait 176 sœurs dans 31 maisons. 